# Nevěsta pro Zandyho
Nevěsta pro Zandyho (v anglickém originále Zandy's Bride) je americký filmový western z roku 1974 režiséra Jana Troella s Genem Hackmanem a Liv Ullmannovou v hlavních rolích.
Film je ve Spojených státech známý také pod názvem For Better, for Worse (název pro televizi). Natáčel se na lokacích poblíž Big Sur v Kalifornii.

## Děj
Zandy Allan je tvrdě pracující chovatel dobytka v odlehlé části amerického Západu, který potřebuje námezdní sílu víc než ženu. Pošle si proto poštou objednanou nevěstu, Švédku, která žije nedaleko Minneapolisu. Zandy očekává dvacetiletou ženu, ale je zklamán, když se ukáže, že Hannah Lundové je dvaatřicet let. Nezajímá ho láska, pouze práce, i když mu to nebrání v tom, aby se špatně choval k místní ženě jménem Maria. Hannah je tu podle něj výhradně proto, aby Zandymu pomohla vést ranč a zajistit budoucí syny. Čím více času však s Hannah tráví, tím méně se k ní začíná chovat jako k majetku, který si koupil, z velké části kvůli jejímu naléhání, aby se k ní choval s úctou.